# Волга (Ајова)
Волга (енгл. Volga) град је у америчкој савезној држави Ајова. По попису становништва из 2010. у њему је живело 208 становника.

## Демографија
Према попису становништва из 2010. у граду је живело 208 становника, што је -39 (-15.8%) становника више него 2000. године.
| Група             | 2000.       | 2010.       |
| Белци             | 245 (99,2%) | 199 (95,7%) |
| Афроамериканци    | 0 (0,0%)    | 0 (0,0%)    |
| Азијати           | 0 (0,0%)    | 0 (0,0%)    |
| Хиспаноамериканци | 0 (0,0%)    | 3 (1,4%)    |
| Укупно            | 247         | 208         |